# Nazionalismo cornico

Bandiera della Cornovaglia

Il partito politico della Cornovaglia Mebyon Kernow sostiene la creazione di una Assemblea cornica. (Regno Unito mostrato in verde)

Il movimento di autogoverno della Cornovaglia (a volte indicato come nazionalismo della Cornovaglia) è un movimento sociale che cerca una maggiore autonomia per l'area distintiva della Cornovaglia. 
I sostenitori del movimento sostengono che la Cornovaglia non è semplicemente una contea dell'Inghilterra (che è il suo attuale stato amministrativo) ma un ducato e una nazione britannica distintiva che non è mai stata formalmente incorporata in Inghilterra attraverso un atto dell'Unione del 1707. I sostenitori dell'autogoverno della Cornovaglia che affermano che la Cornovaglia è (o dovrebbe essere) un'entità legale separata dall'Inghilterra, non sostengono necessariamente la piena indipendenza dal Regno Unito, ma piuttosto cercano il riconoscimento ufficiale per la Cornovaglia come uno dei paesi costituenti o nazioni di origine del Regno Unito.
Alcuni sostenitori dell'autogoverno della Cornovaglia mettono in dubbio la legittimità del dominio inglese in Cornovaglia, a causa dell'incapacità dell'ex parlamento inglese di approvare un atto di Unione, sebbene le loro affermazioni non siano generalmente riconosciute nel Regno Unito (o talvolta in Cornovaglia si). Tuttavia, molti vedono un certo grado di autonomia come un trampolino di lancio verso questo, e sostengono la Campagna dell'Assemblea cornica.
Il Partito Nazionalista Cornico (CNP) è un partito politico socialdemocratico in Cornovaglia a cui appartengono alcuni nazionalisti della Cornovaglia e vuole l'indipendenza della Cornovaglia dal Regno Unito.